# Ponderia
Ponderia là một chi ốc biển, là động vật thân mềm chân bụng sống ở biển thuộc họ Muricidae, họ ốc gai.

## Các loài
Các loài thuộc chi Ponderia bao gồm:
- Ponderia abies Houart, 1986[2]
- Ponderia caledonica Houart, 1988[3]
- Ponderia canalifera (Sowerby, 1841)[4]
- Ponderia elephantina Houart, 1990[5]
- Ponderia magna Houart, 1988[6]
- Ponderia zealandica (Hutton, 1873)[7]